# Palermo (Magdalena)
Palermo es un centro poblado del departamento de Magdalena, bajo jurisdicción del municipio de Sitionuevo. Ubicado en la ribera oriental del río Magdalena y conectado con la Área metropolitana de Barranquilla a través del Puente Pumarejo, en la Transversal del Caribe. Además, de este centro poblado conecta vía terrestre a varios municipios ribereños de la Subregión del Rio por medio de la Ruta Nacional 27. En este corregimiento se encuentra el Parque Isla Salamanca.

## Historia
En sus inicios sus pobladores se encontraba ubicada en cada tramo de la Troncal del Caribe, situación que acabó al ver sus habitantes que la carretera había llegado a la orilla del Río Magdalena. Este corregimiento se pobló en cierta medida a partir de vendedores informales provenientes de la vecina Barranquilla, quienes se dedicaban a la venta de alimentos no perecederos; solían construir pequeñas casuchas que servían como refugio del calor y el frío, además como un sitio donde guardar sus pertenencias. Poco a poco fue creciendo hasta alcanzar una población aproximada de 8.000 habitantes.

## Economía
Palermo Sociedad Portuaria: Situada sobre la margen oriental del río Magdalena. Geográficamente y administrativamente pertenece al departamento de Magdalena ya que debe realizar el pago del impuesto predial al mismo y debe tramitar las licencias ambientales necesarias para su operación ante la corporación ambiental departamental CORPAMAG, entre otras cuestiones. Presta servicios portuarios y logísticos multipropósito como terminal marítimo y fluvial.